# Tom Bogs
Tom Bogs (* 21. November 1944 in Christianshavn; † 22. Dezember 2023) war ein dänischer Boxer. Er war Europameister der Berufsboxer im Mittel- und Halbschwergewicht.

## Werdegang

### Amateurlaufbahn
Tom Bogs begann mit 10 Jahren beim Boxclub Christianshavn IK mit dem Boxen. Daneben betätigte er sich aber auch als Leichtathlet, denn sein Vater war dänischer Meister im Kugelstoßen in den Jahren von 1947 bis 1950 gewesen. Er konzentrierte sich aber dann ganz auf das Boxen und erlernte den Beruf des Maurers.
Mit 16 Jahren wurde er Junioren-Meister von Kopenhagen im Weltergewicht und ein Jahr darauf auch dänischer Juniorenmeister im Weltergewicht. Bei der dänischen Meisterschaft der Senioren stand er im Jahre 1963 im Halbmittelgewicht erstmals im Endkampf, den er aber gegen Leif Schmücker verlor. 1964 wurde er dann dänischer Meister im Halbmittelgewicht. Er wurde daraufhin zu den Olympischen Spielen dieses Jahres nach Tokio entsandt. In Tokio gewann er seinen Achtelfinalkampf gegen Bai Sun Chen aus Taiwan durch KO in der 1. Runde, verlor aber dann im Viertelfinale gegen den Nigerianer Nojim Maiyegun mit dem gleichen Ergebnis, schied aus dem olympischen Boxturnier aus, belegte aber gemeinsam mit drei anderen Boxern einen ehrenvollen 5. Platz. Danach wechselte Tom Bogs zu den Berufsboxern. Er hatte als Amateur 77 Kämpfe bestritten, von denen er 71 gewonnen hatte, nur sieben Kämpfe verlor er.

### Profilaufbahn
Tom Bogs unterschrieb noch 1964 einen Profivertrag bei dem dänischen Manager und Promoter Mogens Palle. Seinen ersten Profikampf bestritt Tom Bogs am 5. November 1964 in Kopenhagen. Er besiegte dabei den Franzosen Daniel Brotin durch KO in der 2. Runde. Tom Bogs boxte zunächst fast ausschließlich in Kopenhagen und Aalborg. Er feierte in den nächsten Jahren 57 Siege in Folge. Erst in seinem 58. Profikampf, in dem er am 12. Februar 1970 in Kopenhagen gegen den US-amerikanischen Weltranglistenboxer Don Fullmer unentschieden boxte, war er nicht siegreich. In jenen Jahren besiegte Tom Bogs auch die deutschen Boxer Manfred Hass aus Misburg (am 12. März 1965 in Kopenhagen), Heini Freytag (am 3. März 1966 in Kopenhagen) u. Klaus Stockmann aus Kiel (am 2. Mai 1968 in Kopenhagen).
Am 12. September 1968 erhielt Tom Bogs die Chance, gegen den deutschen Europameister Lothar Stengel aus Kaiserslautern um dessen EBU-EM-Titel im Halbschwergewicht zu boxen. Der Kampf fand in Kopenhagen statt und Tom Bogs schickte Lothar Stengel schon in der ersten Runde dreimal zu Boden, worauf Stengel verteidigungsunfähig aus dem Ring genommen werden musste. Neuer Europameister der EBU im Halbschwergewicht war damit Tom Bogs.
Diesen Titel verteidigte Tom Bogs am 28. Januar 1969 in Kopenhagen gegen den gefährlichen, weil körperlich ungemein starken Italiener Piero del Papa. Bogs musste mit del Papa über die volle Kampfzeit von 15 Runden gehen, behielt aber nach Punkten die Oberhand. Am 11. September 1969 kämpfte Tom Bogs in Kopenhagen gegen den aus Argentinien stammenden Italiener Carlo Duran um den Europameistertitel im Mittelgewicht. Er gewann diesen Kampf nach 15 Runden nach Punkten. Da er in der Zukunft einen Weltmeisterschaftskampf im Mittelgewicht gegen den Argentinier Carlos Monzón anstrebte, legte Tom Bogs seinen Europameistertitel im Halbschwergewicht nieder und behielt den im Mittelgewicht.
Zunächst verteidigte er diesen Titel am 7. Dezember 1969 in Aarhus durch einen techn. KO-Sieg in der 4. Runde über den Italiener Luigi Patruno und am 2. April 1970 in Kopenhagen durch einen techn. KO-Sieg in der 11. Runde über den Briten Les McAteer erfolgreich. Am 4. Juni 1970 kämpfte Tom Bogs in Kopenhagen gegen den mehrfachen Weltmeister im Welter- und Mittelgewicht, den US-Amerikaner Emile Griffith um das Herausforderungsrecht an Weltmeister Carlos Monzon. Griffith schickte Tom Bogs in der 6. und in der 8. Runde zu Boden und gewann diesen Kampf klar nach Punkten. Die Hoffnungen auf einen WM-Kampf waren damit für Tom Bogs erst einmal zerstoben.
Er gab aber nicht auf und besiegte am 27. August 1970 in Kopenhagen Christopher Finnegan aus England bei dessen Griff nach dem EM-Titel über 15 Runden klar nach Punkten. Am 4. Dezember 1970 verteidigte Tom Bogs in Rom den EBU-EM-Titel gegen Carlo Duran. Mit Unterstützung des italienischen Publikums gewann Duran nach 15 Runden diesen Kampf knapp nach Punkten und hatte damit Tom Bogs entthront. Tom Bogs strebte aber weiterhin einen Weltmeisterschaftskampf an und besiegte auf dem Weg dorthin am 11. Februar 1971 in einer Revanchebegegnung Don Fullmer sicher nach Punkten.
Am 19. August 1972 hatte Tom Bogs dann sein Ziel erreicht. Sein Manager konnte Carlos Monzon zu einer Titelverteidigung nach Kopenhagen holen. Im Idraetspark standen sich Monzon und Bogs in einem Kampf, in dem es um den WBC- und den WBA-Weltmeistertitel im Mittelgewicht ging, gegenüber. Monzon erwies sich in diesem Kampf als zu stark für Bogs. Er schickte diesen in der 5. Runde dreimal zu Boden, worauf dieser Kampf von Ringrichter Harry Gibbs zugunsten von Carlos Monzon abgebrochen wurde.
Tom Bogs ließ sich von dieser Niederlage nicht irritieren und gewann am 8. Januar 1973 in Kopenhagen durch einen Punktsieg nach 15 Runden über den Italiener Fabio Bettini erneut den Europameistertitel im Mittelgewicht. Er scheiterte aber am 12. März 1974 in London bei dem Versuch gegen den jungen Briten John Conteh auch Europameister im Halbschwergewicht zu werden, denn er verlor diesen Kampf durch techn. KO in der 7. Runde.
Nach dieser Niederlage kämpfte Tom Bogs noch fünfmal. Er verlor dabei am 17. August in Johannesburg im Halbschwergewicht gegen den Südafrikaner Pierre Fourie nach Punkten. Als er am 21. November 1974 in Kopenhagen auch gegen den US-Amerikaner Tom Bethea nach Punkten verlor, trat er zurück.

## Nach dem Boxen
Tom Bogs wirkte 1970 in einem Film von Edwin Fleming mit. Er bildete sich zum Maurermeister weiter und betrieb dann in Kopenhagen eine Baufirma. Im Jahr 1982 heiratete er und hatte mit seiner Frau insgesamt sechs Kinder. 2002 wurde Bogs in die Hall of Fame des dänischen Sports aufgenommen. 2005 erschien eine Biographie über Tom Bogs von Jorn Mader mit dem Titel Mesterbokseren. Bogs starb am 22. Dezember 2023 im Alter von 79 Jahren.